# John Tooby
John Tooby (26 de julho de 1952 - 9 de novembro de 2023) foi um antropólogo norte-americano que, junto com a esposa e psicóloga Leda Cosmides, ajudou a abrir o campo da psicologia evolutiva.

## Biografia
Tooby recebeu seu Ph.D. em Antropologia Biológica pela Universidade de Harvard em 1989 e atualmente é Professor de Antropologia na Universidade da Califórnia, Santa Bárbara.
Em 1992, juntamente com Cosmides e Jerome Barkow, Tooby editou The Adapted Mind: Evolutionary Psychology and the Generation of Culture. Tooby e Cosmides também cofundaram e codirigiram o Center for Evolutionary Psychology na Universidade da Califórnia em Santa Bárbara. Cosmides e Tooby são os destinatários conjuntos do Prêmio Jean Nicod 2020.

## Publicações selecionadas

### Livros
- Barkow, J., Cosmides, L. & Tooby, J., (Eds.) (1992). The adapted mind: Evolutionary psychology and the generation of culture. Nova York: Oxford University Press.
- Tooby, J. & Cosmides, L., Evolutionary psychology: Foundational papers. Cambridge, MA: MIT Press.
- Cosmides, L. & Tooby, J., Universal Minds: Explaining the new science of evolutionary psychology (Darwinism Today Series). Londres: Weidenfeld & Nicolson.

### Artigos
- Cosmides, L. & Tooby, J. (1981). Cytoplasmic inheritance and intragenomic conflict. Journal of Theoretical Biology, 89, 83-129.
- Cosmides, L. & Tooby, J. (1987). From evolution to behavior: Evolutionary psychology as the missing link. In J. Dupre (Ed.), The latest on the best: Essays on evolution and optimality. Cambridge, MA: The MIT Press.
- Tooby, J. & Cosmides, L. (1990). The past explains the present: Emotional adaptations and the structure of ancestral environments. Ethology and Sociobiology, 11, 375-424.
- Cosmides, L. & Tooby, J. (1992) Cognitive adaptations for social exchange. In J. Barkow, L. Cosmides, & J. Tooby (Eds.), The adapted mind: Evolutionary psychology and the generation of culture. New York: Oxford University Press.
- Cosmides, L. & Tooby, J. (1994). Beyond intuition and instinct blindness: Toward an evolutionarily rigorous cognitive science. Cognition, 50(1-3), 41-77.
- Cosmides, L. & Tooby, J. (2003). Evolutionary psychology: Theoretical Foundations. In Encyclopedia of Cognitive Science. London: Macmillan.
- Tooby, J. & Cosmides, L. (2005). Evolutionary psychology: Conceptual foundations. In D. M. Buss (Ed.), Evolutionary Psychology Handbook. New York: Wiley.
- Cosmides, Leda; Tooby, John (2008). «Evolutionary Psychology». In:  Hamowy, Ronald. Evolution Psychology. The Encyclopedia of Libertarianism. Thousand Oaks, CA: SAGE; Cato Institute. pp. 158–61. ISBN 978-1412965804. LCCN 2008009151. OCLC 750831024. doi:10.4135/9781412965811.n99